# Siksikas
Les Siksikas, également appelés Pieds-Noirs et Blackfoot, sont une tribu nord-amérindienne de l'Alberta au Canada. Elle fait partie de la Confédération des Pieds-Noirs qui comprend également les Gens-du-Sang et les Pikunis. Depuis le XIXe siècle, ils vivent principalement dans la réserve indienne Siksika 146. La nation comprend plus de 6 500 membres inscrits dont plus de 3 700 vivent sur la réserve.

## Terminologie
Le terme « Siksika » provient du pied-noir Siksiká qui signifie « pieds noirs » de sik « noir » et iká « pied » ; le pluriel en pied-noir est Siksikáwa. La légende veut que l'origine de ce nom soit attribuable aux mocassins noirs portés par un Siksika. Étant donné qu'ils ont été la première tribu de la Confédération des Pieds-Noirs à rencontrer des Européens, leur nom a été étendu à l'ensemble de cette population. Ils sont plus souvent nommés avec le terme anglophone « Blackfoot » qui est également utilisé en français, mais plus souvent traduit en « Pieds-Noirs ». Ces deux derniers termes peuvent également faire référence à l'ensemble de la Confédération des Pieds-Noirs, alors que le terme « Siksikas » est spécifique à cette tribu.

## Géographie
Le territoire de chasse ancestral des Siksikas était une partie intégrante du territoire de la Confédération des Pieds-Noirs. En fait, les Siksikas occupaient la partie la plus au nord de ce territoire qui couvrait les rivières La Biche (Red Deer en anglais) et Battle. Depuis le XIXe siècle, ils vivent principalement dans la réserve indienne Siksika 146 qui couvre une superficie de près de 700 km2 et qui est située à environ 57 km au sud-est de Calgary en Alberta au Canada.

### Revendications territoriales
Les Siksikas ont longtemps eu un conflit avec le gouvernement canadien à propos d'une revendication territoriale à la suite d'événements datant de 1910. Le gouvernement fédéral avait alors demandé à la bande de céder un secteur de 466 km2 du territoire de leur réserve afin de le vendre aux nouveaux colons. Ceci incluait 50 km2 qui furent transférés au chemin de fer du Canadien Pacifique pour la construction du barrage Bassano sur la rivière Bow. La bande n'a pas été convenablement informée sur cette dernière partie qui était ainsi illégale selon elle. En 1980, le gouvernement admet qu'il n'existe aucune preuve que le Canadien Pacifique a acquis les droits pour le territoire pour le barrage.
Afin de régler cette revendication territoriale, la nation entame des négociations avec le gouvernement. En 1991, elle signe une entente de 4,9 millions de dollars avec le gouvernement pour une compensation pour les droits sur les minéraux perdus à cause de la construction du barrage. En 2010, c'est-à-dire un siècle plus tard, les gouvernements du Canada et de l'Alberta se sont entendus avec la nation siksika pour le paiement de 50 millions de dollars ainsi que des nouveaux droits sur l'eau pour la bande. Cette somme doit être investie dans un fonds d'investissement afin de servir aux besoins de la nation tels que l'éducation et le bien-être social.

## Démographie
Depuis le XIXe siècle, les Siksikas habitent principalement sur la réserve Siksika 146 en Alberta. En 2009, la nation siksika comprenait 6 501 membres inscrits dont 3 779 vivaient sur la réserve. Il s'agit de la plus petite tribu de la Confédération des Pieds-Noirs.
Lors du dernier recensement de Statistique Canada datant de 2006, la réserve avait une population de 2 767 individus dont l'âge médian était de 25 ans tandis que la moyenne provinciale était de 36 ans ; en fait, près de 45 % de la population était âgée de moins de 20 ans. 98,5 % des habitants de la réserve étaient des Nord-Amérindiens.
| Année | Population |
| ----- | ---------- |
| 1809  | 1 600      |
| 1823  | 4 000      |
| 1832  | 3 600      |
| 1841  | 2 400      |
| 1853  | 2 320      |
| 1870  | 1 808      |
| …     | …          |
| 2009  | 6 501      |

## Politique
La nation siksika est dirigée par un chef et douze conseillers qui sont élus démocratiquement par les membres de la nation pour un mandat de trois ans. Le chef actuel est Fred Rabbit Carrier. Le conseil tribal siège sur la réserve Siksika 146.

## Histoire
Puisque les Siksikas occupaient la partie nord du territoire des Pieds-Noirs, ils furent les premiers de la Confédération à entrer en contact avec les Européens au milieu du XVIIIe siècle,.

## Personnalités notables
- Aatsista-Mahkan (« Running Rabbit »), chef siksika du XIXe siècle
- A-ca-oo-mah-ca-ye (« Old Swan » ou « Feathers »), chef siksika du XIXe siècle
- Isapo-muxika (« Crowfoot »), chef siksika du XIXe siècle

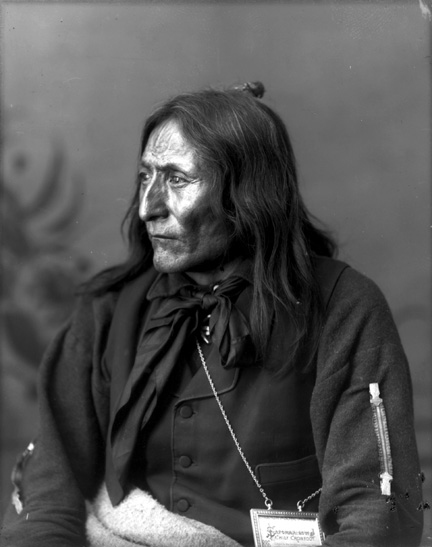
Le chef Isapo-muxika, vers 1885

- Natos-api (« Old Sun »), chef et sorcier guérisseur siksika du XIXe siècle
- Douglas Cardinal, architecte canadien d'origine siksika
- Robin Big Snake, joueur de hockey sur glace professionnel
- Adrian Stimson, artiste multidisciplinaire